# Víctor Emilio Ortiz
Víctor Emilio Ortiz (ur. 12 października 1994) – kostarykański lekkoatleta, średniodystansowiec.
Srebrny medalista igrzysk Ameryki Środkowej z 2013.

## Osiągnięcia
| Rok  | Impreza                               | Miejsce         | Konkurencja        | Pozycja    | Wynik   |
| ---- | ------------------------------------- | --------------- | ------------------ | ---------- | ------- |
| 2011 | Mistrzostwa świata juniorów młodszych | Lille Metropole | bieg na 800 metrów | eliminacje | 1:54,28 |
| 2012 | Mistrzostwa świata juniorów           | Barcelona       | bieg na 800 metrów | eliminacje | 1:51,01 |
| 2013 | Igrzyska Ameryki Środkowej            | San José        | bieg na 800 metrów | 2. miejsce | 1:51,21 |

## Rekordy życiowe
- Bieg na 800 metrów – 1:51,01 (2012) rekord Kostaryki